# 舒沙宣言
舒沙宣言是土耳其總統雷杰普·塔伊普·埃尔多安與亞塞拜然總統伊利哈姆·阿利耶夫於2021年6月15日在亞塞拜然舒沙簽訂的互助條約。

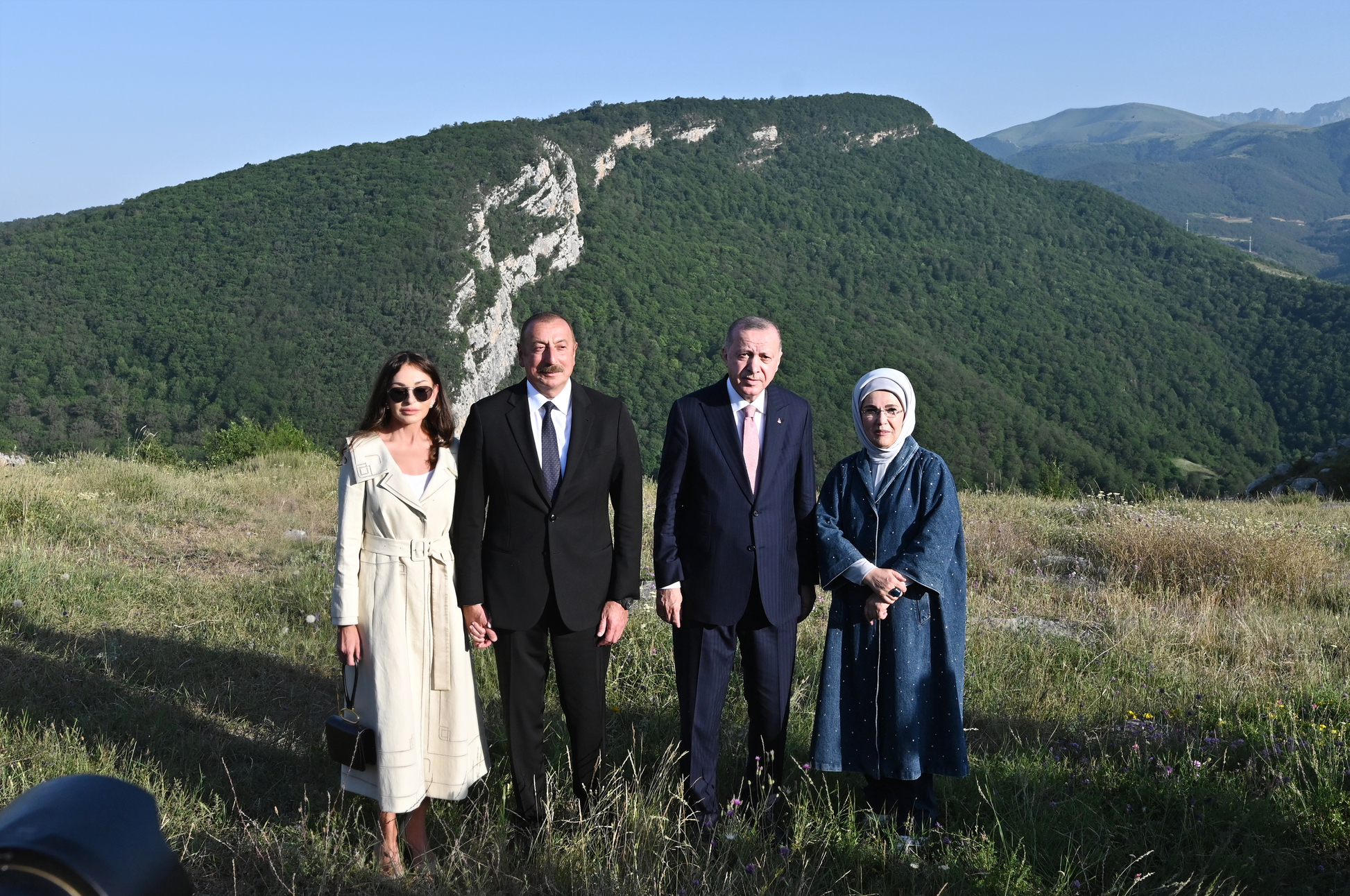
宣言簽署前兩國總統夫婦在一山丘上合影

## 內容
舒沙宣言觸及政治、經濟、文化、運動與能源等多項議題，其中提及軍事合作與互助、南部能源走廊、赞格祖尔走廊（從亞塞拜然本土穿越亞美尼亞連通其飛地納希契凡的走廊）、地區六方（亞塞拜然、土耳其、亞美尼亞、俄羅斯、伊朗與喬治亞）會談以及在舒沙開設土耳其領事館的計畫。

## 外界反應
亞美尼亞強烈譴責舒沙宣言的簽署，並指此宣言、埃爾多安在亞塞拜然國民議會的演講以及到訪亞塞拜然非法佔領的舒沙均是對地區和平穩定的挑釁；俄羅斯總統發言人佩斯科夫對宣言中土耳其擬在亞塞拜然設立軍事基地的計畫表示特別關切，指俄羅斯可能需採取行動以保證自己的安全與利益，外交部長拉夫羅夫則指此消息為謠言。

## 外部連結
- 宣言全文 （页面存档备份，存于） （阿塞拜疆語）
- 宣言全文 （土耳其語）